# Georgi Ivanov (spationaute)
Pour les articles homonymes, voir Georgi Ivanov et Ivanov.
Georgi Ivanov Ivanov (en bulgare : Георги Иванов Иванов), né Georgi Kakalov (Георги Какалов), est le premier cosmonaute bulgare, né le 2 juillet 1940.

## Vols réalisés
Il effectue une unique mission à bord de Soyouz 33, le 10 avril 1979.